# Бамба, Якуба (1975)
Якуба Бамба (фр. Yacouba Bamba; 16 декабря 1975, Маркори, Абиджан) — ивуарийский футболист, нападающий. Выступал за сборную Кот-д’Ивуара.

## Карьера

### Клубная карьера
Начинал играть в футбол в ивуарийских командах, в том числе в составе «Африка Спорт» выигрывал чемпионский титул и дважды выходил в финал Кубка страны.
В 1998 году перебрался в Швейцарию и выступал за «Цюрих», но сыграл только два матча в чемпионате Швейцарии, затем перешёл в другой клуб из Цюриха — «Янг Феллоуз Ювентус», игравший в третьем дивизионе, и показывал очень высокую результативность. Зимой 2000/01 перешёл в «Ивердон» и с этим клубом стал финалистом Кубка страны, но вылетел из высшего дивизиона. В середине сезона 2001/02 перешёл в «Виль» и в его составе стал победителем второго дивизиона. Всего провёл шесть сезонов в Швейцарии и за это время сыграл в высшем дивизионе 38 матчей и забил 14 голов, во втором дивизионе — 46 матчей и 18 голов, а в третьем дивизионе имел почти стопроцентную результативность — 76 игр и 75 мячей.
В 2004 году перешёл в турецкий «Диярбакырспор», но не закрепился в составе и уже в следующее трансферное окно перешёл в азербайджанский «Карван». В этом клубе форвард сразу стал игроком основного состава, первый гол в чемпионате Азербайджана забил 18 марта 2005 года в игре против «Турана», а всего в первом сезоне забил 6 голов и выиграл вместе с клубом бронзовые медали. В следующем сезоне стал серебряным призёром чемпионата и его лучшим бомбардиром с 16 голами, а также финалистом Кубка Азербайджана. В сезоне 2006/07 отличился 10 раз, но его команда уже не боролась за медали.
Перед началом сезона 2007/08 перешёл в «Хазар-Ленкорань», в первом же туре нового чемпионата, 12 августа 2007 года принял участие в игре против своего бывшего клуба «Карван» и на 36-й минуте забил решающий мяч. По итогам сезона стал обладателем Кубка Азербайджана, но значительную часть сезона пропустил из-за травмы. В ходе следующего сезона самовольно покинул команду, объяснив своё решение проявлениями расизма со стороны тренера Расима Кара, однако тренер отверг эти обвинения, объяснив, что он не доверял игроку из-за возраста и конкуренции со стороны других форвардов.
Спустя несколько месяцев нападающий вернулся в Азербайджан и присоединился к «Карвану». В составе команды из Евлаха провёл нерезультативный сезон и в декабре 2009 года с ним расторгли контракт, после этого футболист завершил игровую карьеру.

### Карьера в сборной
В 1996—1997 годах вызывался в сборную Кот-д’Ивуара, сыграл четыре матча, во всех выходил на замену.

## Достижения
- Чемпион Кот-д’Ивуара: 1996
- Финалист Кубка Кот-д’Ивуара: 1996, 1997
- Финалист Кубка Швейцарии: 2000/01
- Победитель второго дивизиона Швейцарии: 2001/02
- Обладатель Кубка Азербайджана: 2007/08
- Финалист Кубка Азербайджана: 2005/06
- Серебряный призёр чемпионата Азербайджана: 2005/06
- Бронзовый призёр чемпионата Азербайджана: 2006/07
- Лучший бомбардир чемпионата Азербайджана: 2005/06